# Tổng cục Cảnh sát Thi hành án hình sự và Hỗ trợ Tư pháp (Việt Nam)
Tổng cục Cảnh sát Thi hành án hình sự và Hỗ trợ Tư pháp (Tổng cục 8) (đã kết thúc hoạt động) trực thuộc Bộ Công an Việt Nam là cơ quan Cảnh sát đầu ngành giúp Bộ trưởng quản lý, điều hành về công tác Thi hành án hình sự và Hỗ trợ Tư pháp.
Ngày 6 tháng 8 năm 2018, Thủ tướng Chính phủ Việt Nam Nguyễn Xuân Phúc đã ký ban hành Nghị định 01 có hiệu lực cùng ngày quy định chức năng nhiệm vụ, quyền hạn và cơ cấu tổ chức của Bộ Công an, theo đó Bộ Công an không còn cấp Tổng cục

## Lịch sử
Các lần đổi tên gọi:
- Cục Lao cải (1953)
- Cục Quản lý trại giam (1961)
- Cục Cảnh sát Quản lý trại giam (1973)
- Cục Quản lý và cải tạo phạm nhân (1981)
- Cục Quản lý trại giam (1989)
- Cục Quản lý trại giam, cơ sở giáo dục, trường giáo dưỡng (1996) (Cục V26).
- Tổng cục Cảnh sát Thi hành án hình sự và Hỗ trợ Tư pháp (Tổng cục VIII) (từ năm 2009)
- Ngày 6 tháng 8 năm 2018, Thủ tướng Chính phủ Việt Nam Nguyễn Xuân Phúc đã ký ban hành Nghị định 01 có hiệu lực cùng ngày quy định chức năng nhiệm vụ, quyền hạn và cơ cấu tổ chức của Bộ Công an, theo đó Bộ Công an không còn cấp Tổng cục

## Tổ chức
- Cục Tham mưu (C82)[4]
- Cục Theo dõi thi hành án hình sự và hỗ trợ tư pháp (C83)
- Cục Tạm giam, tạm giữ (C84)
- Cục Quản lý phạm nhân trại viên (C85)[5]
- Cục Giáo dục cải tạo và hòa nhập cộng đồng (C86)[6]
- Cục Hậu cần, Kỹ thuật (C87)
- Thanh tra Tổng cục (C88)[7]
- Cục Chính trị (C90)
- Trung tâm huấn luyện và bồi dưỡng nghiệp vụ (C91)
- Các Trại giam, cơ sở giáo dục bắt buộc, Trường Giáo dưỡng trực thuộc Tổng cục

## Thành tích
- Huân chương Hồ Chí Minh (1982 và 1985)[8]
- Huân chương Sao vàng (2003).[8]
- Danh hiệu Anh hùng lực lượng Vũ trang Nhân dân (2007)[8]
- Huân chương Quân công hạng Nhất (2014)

## Lãnh đạo và chỉ huy qua các thời kỳ

### Tổng cục trưởng
- 2009-2014, Cao Ngọc Oánh, Trung tướng[9]
- 19/1/2015-tháng 8 năm 2018, Nguyễn Ngọc Bằng, Trung tướng, Ủy viên Đảng ủy Công an Trung ương[10]

### Phó Tổng cục trưởng
- Thiếu tướng Nguyễn Văn Lý (2016-2018)
- Trung tướng Hồ Thanh Đình
- Trung tướng Phạm Đức Chấn
- Thiếu tướng Tô Xuân Bốn (2015-2018)
- Thiếu tướng Phan Xuân Sơn
- Thiếu tướng Đặng Văn Chấn(2014-2018)
- Thiếu tướng Lê Minh Hùng
- Trung tướng Nguyễn Hoàng Hà